# Derby County Football Club 2017-2018
Questa voce raccoglie le informazioni riguardanti il Derby County Football Club nelle competizioni ufficiali della stagione 2017–2018.

## Stagione
Nella stagione 2017-2018, il Derby County ha partecipato alla seconda divisione del campionato inglese di calcio, la Championship, terminando il campionato al sesto posto. Nella coppa d'Inghilterra, è giunta sino al terzo turno, mentre nella Coppa di Lega si è invece fermato al secondo.

## Completi
Sponsor tecnico: Umbro
| Casa | Trasferta | Terza |

## Rosa
| N. |                             | Ruolo | Calciatore      |
| -- | --------------------------- | ----- | --------------- |
| 1  | Inghilterra (bandiera)      | P     | Scott Carson    |
| 3  | Scozia (bandiera)           | D     | Craig Forsyth   |
| 6  | Irlanda (bandiera)          | D     | Richard Keogh   |
| 7  | Inghilterra (bandiera)      | C     | Kasey Palmer    |
| 8  | Scozia (bandiera)           | C     | Ikechi Anya     |
| 10 | Galles (bandiera)           | C     | Tom Lawrence    |
| 12 | Irlanda del Nord (bandiera) | D     | Chris Baird     |
| 14 | Inghilterra (bandiera)      | D     | Andre Wisdom    |
| 15 | Inghilterra (bandiera)      | C     | Bradley Johnson |
| 16 | Irlanda (bandiera)          | D     | Alex Pearce     |
| 17 | Inghilterra (bandiera)      | A     | Sam Winnall     |
| 19 | Austria (bandiera)          | A     | Andreas Weimann |

| N. |                        | Ruolo | Calciatore        |
| -- | ---------------------- | ----- | ----------------- |
| 21 | Paesi Bassi (bandiera) | P     | Kelle Roos        |
| 23 | Rep. Ceca (bandiera)   | A     | Matěj Vydra       |
| 26 | Inghilterra (bandiera) | D     | Jamie Hanson      |
| 28 | Inghilterra (bandiera) | A     | David Nugent      |
| 29 | Svezia (bandiera)      | D     | Marcus Olsson     |
| 33 | Inghilterra (bandiera) | D     | Curtis Davies     |
| 34 | Inghilterra (bandiera) | C     | George Thorne     |
| 35 | Inghilterra (bandiera) | P     | Jonathan Mitchell |
| 36 | Galles (bandiera)      | C     | Joe Ledley        |
| 44 | Inghilterra (bandiera) | C     | Tom Huddlestone   |
| 45 | Inghilterra (bandiera) | C     | Luke Thomas       |
| 47 | Inghilterra (bandiera) | D     | Jayden Bogle      |